# Arthur Bridgett
Arthur Bridgett (Forsbrook, 10 ottobre 1882 – Newcastle-under-Lyme, 26 luglio 1954) è stato un calciatore e allenatore di calcio inglese di ruolo attaccante.

## Carriera

### Nazionale
Conta 11 presenze con la maglia della propria Nazionale.